# Ranunculus radinotrichus
Ranunculus radinotrichus là một loài thực vật có hoa trong họ Mao lương. Loài này được Greuter & Strid miêu tả khoa học đầu tiên năm 1981.